# Jean-Paul Jody
Jean-Paul Jody, né le 22 novembre 1953 à Nantes, est un écrivain et scénariste français. Il utilise le polar pour aborder des sujets sociopolitiques graves tel que le génocide du Rwanda, le monde de l'industrie pharmaceutique ou les recherches secrètes de l'armée américaine.
Son scénario du film Stringer avec Élie Semoun et Burt Reynolds dans les rôles principaux a été ensuite adapté en roman policier par l'auteur,.

## Engagement politique
En 2012, il soutient Jean-Luc Mélenchon, candidat du Front de gauche à l'élection présidentielle.

## Œuvre
- Stringer (Actes Sud, coll. « Babel noir poche » no 411, 2000 ; Actes Sud, coll. « Babel noir » no 30, 2009) adapté du scénario du film de cinéma Stringer, la mort en direct.
- Parcours santé (Actes Sud, coll. « Babel noir poche » no 475, 2001 ; Actes Sud, coll. « Babel noir » no 79, 2013).
- La Position du missionnaire (Les contrebandiers, 2004) sur le génocide du Rwanda. Prix polar du festival de Cognac 2004[4],[5],[6].
- Chères toxines (Le Seuil, 2008) sur l'industrie pharmaceutique[7].
- La Route de Gakona (Le Seuil, 2009) sur le programme HAARP (High frequency active auroral research program)[8],[9],[10].
- Vingt mille vieux sur les nerfs (Baleine, coll. « Le Poulpe »,n°265, 2010).

## Sources
- Claude Mesplède (dir.), Dictionnaire des littératures policières, vol. 2 : J - Z, Nantes, Joseph K, coll. « Temps noir », 2007, 1086 p. (ISBN 978-2-910-68645-1, OCLC 315873361), p. 44.